# Điểm cực viễn
Trong thị giác, điểm cực viễn hay viễn điểm (Cv) là điểm xa nhất mà tại đó một vật có thể được đặt (trên trục quang học của mắt) để hình ảnh của vật đó hội tụ trên võng mạc (màng lưới) trong sức điều tiết của mắt. Nó đôi khi được mô tả là điểm xa mắt nhất mà tại đó tồn tại hình ảnh rõ nét. Giới hạn khác về sức điều tiết của mắt là điểm cực cận.
Đối với mắt bình thường không điều tiết, điểm cực viễn là vô cực, nhưng về mặt thực tế, vô cực được coi là 6 mét (20 bộ) vì sự thay đổi điều tiết từ 6 m đến vô cực là không đáng kể. Xem thị lực hoặc biểu đồ Snellen để biết thêm chi tiết về thị lực 6/6 (m) hoặc 20/20 (bộ).
Đối với mắt cận thị không điều tiết, điểm cực viễn gần hơn 6 m. Nó phụ thuộc vào tật khúc xạ của mắt người đó.
Đối với mắt viễn thị không điều tiết, ánh sáng tới phải đi theo hướng đồng quy (tức là đi theo hướng đâm vào nhau) trước khi đi vào mắt để hội tụ trên võng mạc. Trong trường hợp này (mắt viễn), tiêu điểm nằm sau võng mạc trong không gian ảo, chứ không phải trên màn chắn (màng lưới) võng mạc.
Đôi khi điểm cực viễn được tính bằng diop, nghịch đảo của khoảng cách tính bằng mét. Ví dụ: một người chỉ có thể nhìn rõ trong phạm vi 50 cm sẽ có điểm cực viễn là {\displaystyle {\frac {1}{0.5\ {\text{m}}}}=2\ {\text{diop}}}.

## Điều chỉnh thị lực
Một kính thuốc có thể được sử dụng để điều chỉnh độ cận thị bằng cách chiếu một vật ở vô cực lên một ảnh ảo ở điểm cực viễn của bệnh nhân. Theo công thức thấu kính mỏng, công suất quang học P cần thiết là
{\displaystyle P\approx {\frac {1}{\infty }}-{\frac {1}{{\mathit {F}}P}}=-{\frac {1}{{\mathit {F}}P}}},
trong đó FP là khoảng cách đến điểm cực viễn của bệnh nhân. P âm vì cần có thấu kính phân kỳ.
Tính toán này có thể được cải thiện bằng cách tính đến khoảng cách giữa thấu kính đeo mắt và mắt người, thường là khoảng 1,5 cm:
{\displaystyle P=-{\frac {1}{{\mathit {FP}}-0.015\;{\text{m}}}}}.
Ví dụ, nếu một người có FP = 30 cm, thì công suất quang học cần thiết là P = −3,51 diop trong đó một diop là nghịch đảo của một mét.